# Pink Friday
Pink Friday è il primo album in studio della rapper trinidadiana Nicki Minaj, pubblicato il 19 novembre 2010 dalla Young Money, Cash Money e Universal Motown.

## Promozione
Pink Friday è stato anticipato dai singoli Your Love e Right Thru Me, pubblicati rispettivamente nei mesi di giugno e settembre 2010. Ancor prima di Right Thru Me, è stato estratto a sorpresa dall'album Check It Out, un duetto con il rapper e produttore will.i.am. Come quarto singolo ufficiale dell'album è stato invece scelto Moment 4 Life, brano eseguito in collaborazione di Drake: è stato pubblicato il 7 dicembre 2010 e lo stesso mese è stato girato il rispettivo videoclip musicale, pubblicato a gennaio. Roman's Revenge, brano in collaborazione di Eminem, è stato impiegato come singolo promozionale e pubblicato su iTunes il 30 ottobre 2010.
Oltre all'edizione standard, contenente al suo interno tredici tracce, l'album è stato pubblicato anche in versione deluxe con l'aggiunta di tre tracce. Il 19 gennaio 2011 è stato pubblicato un remix di Roman's Revenge, noto anche come Roman's Revenge 2.0, con la collaborazione del rapper Lil Wayne al posto di Eminem; questo brano è stato successivamente aggiunto come traccia bonus nella ristampa dell'album per il mercato statunitense e britannico. Il quinto singolo ufficiale è stato invece Did It On'em, pubblicato il 7 marzo: come video per il brano sono state utilizzate alcune scene del tour promozionale dell'album. Il 5 aprile è stato inviato alle radio statunitensi il sesto singolo, Super Bass, il cui video è uscito a maggio. L'11 aprile invece è stato pubblicato Girls Fall like Dominoes. Come ultimo singolo, infine, è stato scelto Fly, in collaborazione con la cantante Rihanna.
Originariamente distribuito come un album destinato ai soli mercati digitale e fisico, nel 2022 è stato reso disponibile anche in versione vinile. Nel 2020 è stata messa in commercio una riedizione per commemorare il decimo anniversario dalla pubblicazione originaria del disco, contenente ventuno tracce complessive.

## Tracce
1. I'm the Best – 3:37 (Onika Maraj, Daniel Johnson, Ashanti Floyd)
2. Roman's Revenge (feat. Eminem) – 4:38 (Ali Shaheed Muhammad, Bryan Higgins, Busta Rhymes, James Jackson, John Davis, Kamaal Fareed, Kasseem Dean, Malik Taylor, Marshall Mathers, Onika Maraj)
3. Did It on'em – 3:32 (Justin Ellington, Onika Maraj, Safaree Samuels, Shondrae Crawford)
4. Right Thru Me – 3:56 (Andrew Thielk, Joe Satriani, Onika Maraj)
5. Fly (feat. Rihanna) – 3:32 (Clemmie Rishad Penton, Jonathan Rotem, Kevin Hissink, Onika Maraj, William Charles Jordan)
6. Save Me – 3:05 (Andrew "Papa Justifi" Wansel, Onika Maraj, Warren Felder)
7. Moment 4 Life (feat. Drake) – 4:39 (Aubrey Graham, Onika Maraj, Nikhil Seetheram, Tyler Williams)
8. Check It Out (feat. will.i.am) – 4:11 (William Adams, James Brown, Geoffrey Downes, Trevor Horn, Onika Maraj, Bruce Woolley)
9. Blazin' (feat. Kanye West) – 5:02 (Andrew Thielk, Kanye West, Keith Forsey, Onika Maraj, Steve Schiff)
10. Here I Am – 2:55 (John B, Kasseem Dean, Onika Maraj, Robbie Bronnimann)
11. Dear Old Nicki – 3:53 (Daniel Johnson, Onika Maraj)
12. Your Love – 4:05 (Andrew "Papa Justifi" Wansel, David "Honeyboy" Edwards, Joseph Hughes, Onika Maraj)
13. Last Chance (feat. Natasha Bedingfield) – 3:51 (Andrew Thielk, Natasha Bedingfield, Onika Maraj)

Tracce bonus nell'edizione deluxe
1. Super Bass – 3:20 (Onika Maraj, Daniel Johnson, Ester Dean)
2. Blow Ya Mind – 3:41 (Brandon Hollemon, Danny Schofield, Lawrence Nacht, Onika Maraj, Safaree Samuels, Steven Mitchell, Winston Thomas)
3. Muny – 3:47 (Andrew "Papa Justifi" Wansel, Joel Matthew Geddis, Makeba Riddick, Onika Maraj, Warren Felder)

Tracce bonus nell'edizione Best Buy
1. Wave Ya Hand – 3:00 (Kasseem Dean, Michael Wallace, Onika Maraj, Wayne Armond)
2. Catch Me – 3:56 (Onika Maraj, Kasseem Dean)

Tracce bonus nell'edizione giapponese e neozelandese
1. Girls Fall like Dominoes – 3:44 (Onika Maraj, Jonathan Rotem, Robbie Furze, Millo Cordell, Cleveland Browne, Greville Gordon, Wycliffe Johnson)
2. Young Money – BedRock (feat. Lloyd) – 4:48 (Dwayne Carter, Carl "Gudda Gudda" Lilly, Aubrey Graham, Onika Maraj, Michael Stevenson, Jarvis Mills, Lucas Bogg, Sean Garrett)

Tracce bonus nell'edizione statunitense
1. Girls Fall like Dominoes – 3:44

Tracce bonus nell'edizione britannica
1. Roman's Revenge (feat. Lil Wayne) (Remix) – 3:50 (Ali Shaheed Muhammad, Bryan Higgins, Busta Rhymes, James Jackson, Jonathan William Davis, Kasseem Dean, Lil Wayne, Malik Taylor, Marshall Mathers, Onika Maraj)

Tracce bonus nell'edizione internazionale
1. Catch Me – 3:56
2. Wave Ya Hand – 3:00
3. Roman's Revenge (feat. Lil Wayne) (Remix) – 3:50

## Formazione
- Nicki Minaj – voce, rapping

### Altri musicisti
- will.i.am – voce (traccia 8), synths (traccia 8)
- Kevin Hissink – chitarra elettrica (traccia 5)
- Joel Jeddis – chitarra (traccia 16)
- Jonathan Rotem – basso, batteria, corni, ottone, organo, percussioni, pianoforte, archi, synths, theremin, xilofono
- DJ Ammo – synths (traccia 8)
- Safaree Samuels – voci addizionali (tracce 2-3, 15)

## Successo commerciale
L'album è entrato alla seconda posizione della classifica statunitense, vendendo 375.000 copie nella sua prima settimana. Le vendite sono state minori rispetto a ciò che i guru dell'industria musicale s'aspettavano, ossia attorno alle 400.000. Nicki Minaj è la seconda donna ad avere una settimana di debutto con più vendite per un album dopo Lauryn Hill, che, nel 1998, col suo The Miseducation of Lauryn Hill, riuscì a vendere circa 423.000 copie in una sola settimana. Con un calo di vendite del 73%, Pink Friday scende all'ottava posizione della Billboard 200 nella sua seconda settimana, con altre 103.000 copie vendute. Sale poi di due posizioni, con un decremento di vendite del 21%, vendendo 82.000 copie. Nella quarta settimana, Pink Friday scende ancora di due posizioni, tuttavia con un aumento di vendite del 19% (97.000 copie). Durante la settimana dello shopping nataliziio mantiene l'ottava posizione aumentando ulteriormente le vendite del 36% (133.000 copie). Pur con una diminuzione di vendite del 54% (61.000), Pink Friday sale di quattro posizioni nella classifica statunitense la settimana successiva. Nella settima settimana l'album ritorna alla sua posizione massima, la seconda, pur con un calo di vendite del 36% (39.000 copie vendute). Nell'ottava, Pink Friday scende alla quinta posizione con altre 32.000 vendite (il 17% in meno). Altre 28.000 copie sono state vendute nella tredicesima settimana, l'11% in meno, e l'album è sceso di quattro posizioni alla nona. Sale poi alla terza posizione con un aumento di vendite del 35% (38.000 circa). Nell'undicesima settimana, l'album ha raggiunto la vetta della classifica, pur con sole 45.000 copie vendute. Cade alla quarta la settimana successiva, con 47.000 copie vendute, pur con un incremento di vendite del 3%. Scende poi di cinque posizioni alla nona, con altre 47.000 vendite.
Nella classifica degli album più venduti di metà 2011 negli Stati Uniti, stilata da Billboard, l'album si posiziona alla numero 9 con 609.000 copie.

## Classifiche

### Classifiche settimanali
| Classifica (2010) | Posizione massima |
| ----------------- | ----------------- |
| Australia         | 19                |
| Belgio (Fiandre)  | 81                |
| Belgio (Vallonia) | 100               |
| Canada            | 8                 |
| Francia           | 116               |
| Irlanda           | 17                |
| Nuova Zelanda     | 15                |
| Regno Unito       | 16                |
| Spagna            | 94                |
| Stati Uniti       | 1                 |

### Classifiche di fine anno
| Classifica (2011) | Posizione |
| ----------------- | --------- |
| Australia         | 82        |
| Canada            | 28        |
| Stati Uniti       | 7         |
| Classifica (2012) | Posizione |
| Stati Uniti       | 152       |